# Liste der Fischereikennzeichen in Irland
Das Fischereikennzeichen ist ein vorgeschriebenes Kennzeichen am Bug von Seefischerschiffen. Das Kennzeichen besteht aus einer Buchstabenfolge, die den Heimathafen bezeichnet, gefolgt von einer Registriernummer.
| Abkürzung | Heimathafen |
| --------- | ----------- |
| C         | Cork        |
| D         | Dublin      |
| DA        | Drogheda    |
| DK        | Dundalk     |
| G         | Galway      |
| L         | Limerick    |
| NS        | New Ross    |
| S         | Skibbereen  |
| SO        | Sligo       |
| T         | Tralee      |
| W         | Waterford   |
| WD        | Wexford     |
| WT        | Westport    |
| Y         | Youghal     |